# 前川孫二郎
前川 孫二郎（まえかわ まごじろう、1902年2月6日 - 1971年2月2日 ）は、日本の医学者。博士（医学）。京都大学名誉教授。

## 来歴・人物
香川県三豊郡比地二村（現：三豊市高瀬町）出身。旧制香川県立三豊中学校、旧制第三高等学校を経て、京都帝国大学医学部卒業。
専門は、理論心電図学、循環器学、免疫およびアレルギー学、神経病学。
1926年（大正15年）京都帝国大学医学部卒業後、1931年（昭和6年）学位修得（医学博士）。
1932年（昭和7年）同大学医学部講師、1936年（昭和11年）同大学医学部助教授を経て、1946年（昭和21年）京都大学医学部第三内科学講座教授に就任。
日本独特の神経疾患「スモン病」について最初に問題提起をした先駆者である。心電図の世界的権威者として、心電図理論に関して独自の層対電説を提唱して電位心電図の意義を明らかにした。また、未分化といえる医学に論理を与える命題に立ち向かった。健康と人間について、自然科学、人文科学、社会科学の各分野の人たちが対話を通じて思考を深めるアゴラ的広場を唱えた。アゴラ (agora) とは、古代ギリシアの都市において、政庁･神殿･商店などに囲まれた公共広場で、市民の集会の広場であった｡ソクラテスはこのアゴラにおいて市民と対話することにより、彼の、そして市民の哲学を確立したといわれる。
その研究は強心剤、冠循環、腎疾患、脳血管障害、脈管障害と循環器疾患の全体にわたり、日本循環器学会を指導した。1956年（昭和31年）から1969年（昭和44年）まで日本循環器学会初代理事長を務めた。1965年（昭和40年）京都大学医学部退官。

## 著書
- 『循環器の機能研究法』（学術書院）（1948年）
- 『心臓神経症―臨牀の進歩』（永井書店）（1957年）
- 『自由と法則と医学―前川孫二郎教授研究業績集』（前川教授退官記念刊行事業会）（1967年）